# Hans Reip

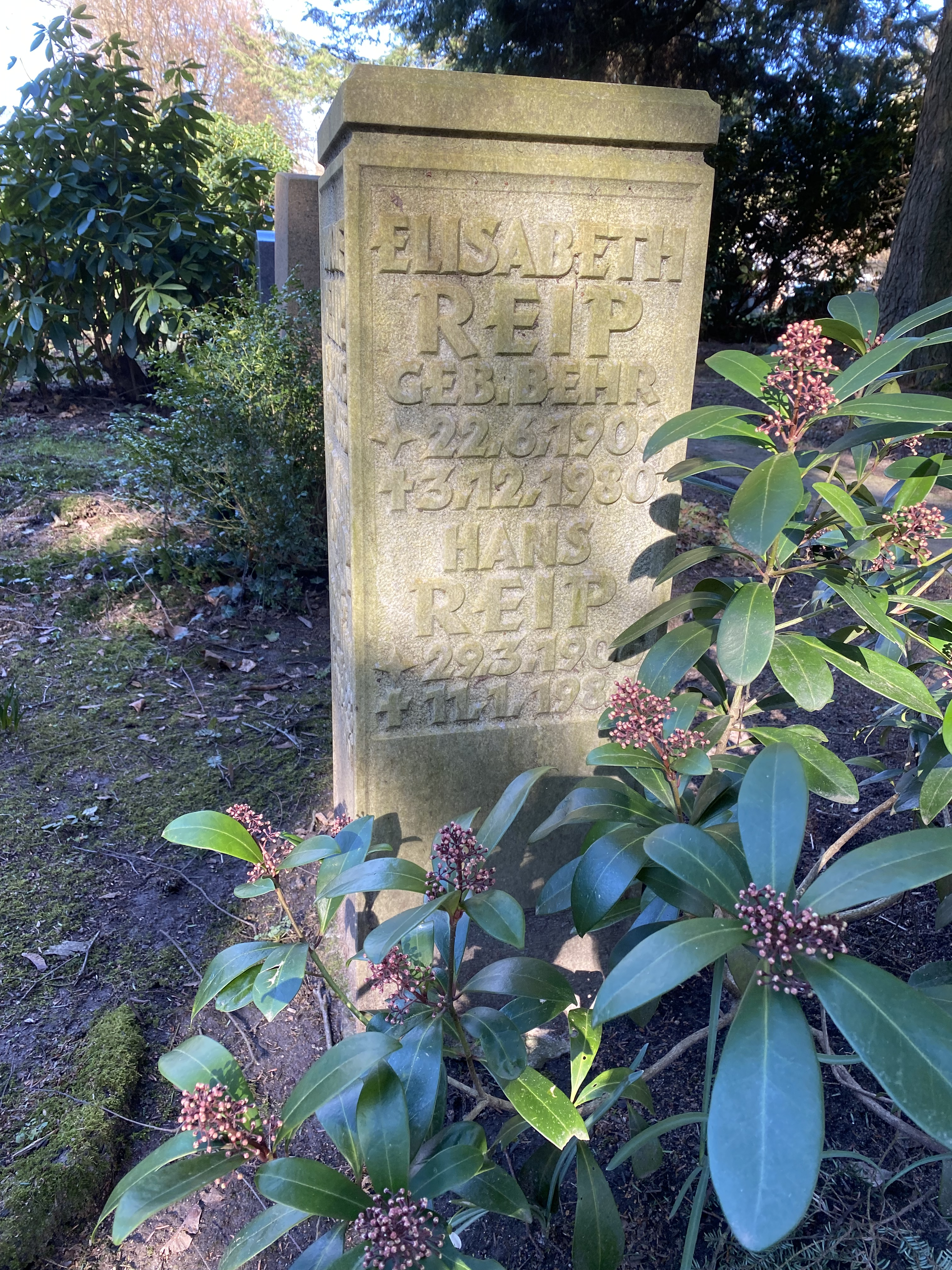
Grabstätte im Planquadrat R 9 auf dem Friedhof Ohlsdorf

Hans Reip (* 29. März 1906 in Hamburg; † 11. Januar 1984 ebenda) war ein deutscher Sportfunktionär, Journalist und Autor.

## Leben
Der gelernte Export- und Verlagskaufmann Reip war von 1952 bis 1974 Vorsitzender der Hamburger Turnerschaft von 1816 und Mitorganisator des Deutschen Turnfestes von 1953 in Hamburg sowie Schriftleiter der Festzeitung.
1952 betreute er die Deutschlandriege auf ihrer Südamerikareise.
Reip tat sich schriftstellerisch in Fragen des Turnens hervor und war Mitarbeiter des Deutschen Sportbundes im „Arbeitskreis Sport und Öffentlichkeit“.
Am 20. Januar 1984 wurde mit einer Trauerfeier in der St. Johanniskirche in Eppendorf von Hans Reip Abschied genommen. Beigesetzt wurde er auf dem Friedhof Ohlsdorf südlich von Kapelle 1.

## Veröffentlichungen
- Diplomaten in Weiss – Die Südamerikareise der deutschen Olympiaturner, Frankfurt am Main 1953.
- Festzeitung – Deutsches Turnfest 1953 Hamburg, Frankfurt am Main 1953.
- Turnen im Bild von Newton C. Loken. Ins Deutsche übertragen von Hans Reip, München 1967.

## Auszeichnungen
- Bundesverdienstkreuz Erster Klasse
- Walter-Kolb-Plakette des Deutschen Turner-Bundes